# IC 2615
IC 2615 ist eine linsenförmige Galaxie vom Hubble-Typ S0/a? im Sternbild Großer Bär am Nordsternhimmel, die schätzungsweise 379 Millionen Lichtjahre von der Milchstraße entfernt ist.
Entdeckt wurde das Objekt am 22. März 1903 von Stéphane Javelle.